# Adelheid Reuß zu Ebersdorf

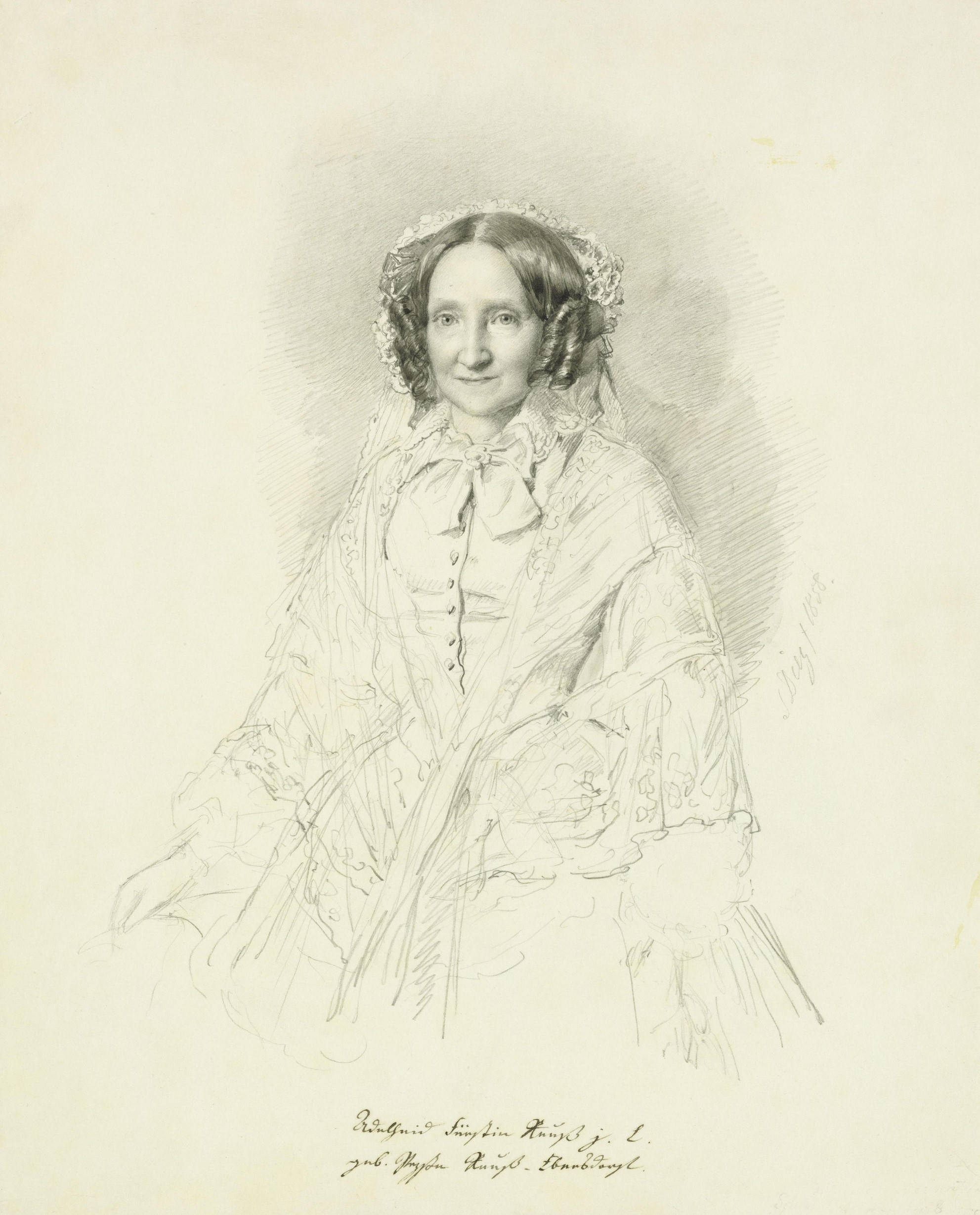
Adelheid Reuß zu Ebersdorf, Fürstin Reuß jüngerer Linie (Zeichnung von Samuel Friedrich Diez)

Sophie Adelheid Henriette Reuß zu Ebersdorf (* 28. Mai 1800 in Ebersdorf; † 25. Juli 1880 in Gera) war eine deutsche Adelige aus dem Haus Reuß und durch Heirat von 1854 bis 1867 Fürstin Reuß jüngerer Linie.

## Leben
Adelheid war die Tochter des Grafen (seit 1806 Fürsten) Heinrich LI. Reuß zu Ebersdorf und dessen Frau Louise Henriette von Hoym (1772–1832).
Adelheid Reuß zu Ebersdorf heiratete am 18. April 1820 im Schloss Ebersdorf den Erbprinzen Heinrich LXVII. Reuß jüngerer Linie, am 8. Mai 1820 kehrte das Ehepaar nach Gera zurück. In den ersten Jahren nach ihrer Heirat galt Adelheid als geizig und standeshochmütig, allerdings war die Fürstin später beim Volk beliebt. Für ihre alte Heimat Ebersdorf setzte sich Adelheid besonders ein, so gründete sie dort unter anderem 1869 das Adelheidstift, eine Einrichtung für unversorgte Frauen, sowie eine Stiftung für „Dienstboten und Arme“.
Nach dem Tod ihrer Mutter ging die Herrschaft Thallwitz in den Besitz von Adelheid über. Damit war auch die Kollatur für vier geistliche Stellen in dem zum Gut Thallwitz gehörenden Gebiet verbunden. Des Weiteren war Adelheid Besitzerin der Herrschaft Guteborn.
Die Fürstinwitwe verstarb am 25. Juli 1880 auf Schloss Osterstein um 5 Uhr morgens nach mehrwöchiger Krankheit. Ihre Beisetzung erfolgte am 28. Juli in der Bergkirche St. Marien in Schleiz. Adelheid war das letzte Familienmitglied der Linie Reuß-Ebersdorf.
Die Untermhäuser Brücke in Gera trug bis 1950 zu ihren Ehren den Namen Adelheidbrücke. Ferner war der Geraer Adelheidplatz (neben der Johanniskirche) nach der Fürstin benannt.

## Nachkommen
Aus der Ehe mit Heinrich LXVII. gingen acht Kinder hervor:
- Heinrich V. (1821–1834)
- Anna (1822–1902) ⚭ 1843 Prinz Adolf zu Bentheim-Tecklenburg (1804–1874) Sohn von Emil Friedrich I.
- Elisabeth (1824–1833)
- Heinrich VIII. (1827–1828)
- Heinrich XI. (1828–1830)
- Heinrich XIV. (1832–1913), Fürst Reuß jüngerer Linie

⚭ 6. Februar 1858 Herzogin Agnes von Württemberg (* 13. Oktober 1835; † 10. Juli 1886)
⚭ 14. Februar 1890 (morg.) Susanne Friederike Graetz (* 28. Februar 1851; † 22. Mai 1907) ab 1890 Frau von Saalburg
- Heinrich XVI. (1835–1836)
- Marie (1837–1840)